# 국민보도연맹
국민보도연맹(國民保導聯盟)은 1948년 12월 시행된 국가보안법에 따라, 이승만 정권이 ‘극좌사상에 물든 사람들의 사상을 전향시켜 그들을 보호하고 인도한다.’는 구호를 내세워, 대국민 사상통제를 하기 위한 목적으로 조직한 대한민국의 반공 단체이다. 1949년 6월 5일에 창설하였다. 흔히 보도연맹이라고 부른다.

## 성립 배경
이 단체의 성립은 일제강점기 시기 친일 전향단체 대화숙을 본떠서 만든 것으로 1948년 12월부터 시행된 국가보안법과 관련이 있으며, 대한민국 정부가 제주 4·3 사건, 여순 14연대 반란사건 등 각종 사건의 수습 과정에서 전향자들을 체계적으로 보호, 관리, 감시할 기관이 필요했던 것으로 분석된다. 선우종원과 오제도 검사가 결성 과정을 주도했다.

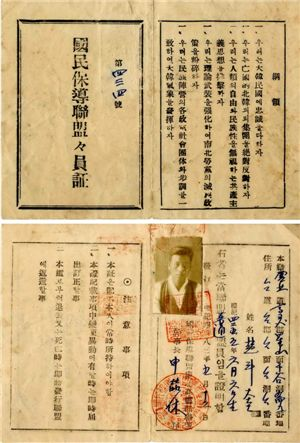
국민보도연맹증(앞·뒷면)

초대 간사장은 민주주의민족전선의 조직부장 출신인 박우천이, 초대 회장은 일제강점기의 유명한 공산주의 운동가이며 조선민주주의인민공화국에서 내려왔다가 전향한 정백이 맡았다. 1950년 초에 집계된 회원 수는 30만 명이 넘는다. 주로 남로당원 등 극좌 인사들이 가입되었으나, 지나친 가입 독려탓에 좌익이 아닌 일반 농민들도 가입되는 결과를 낳았다. 최근에는 10대인 중ㆍ고교생도 보도연맹에 가입했다는 것이 밝혀짐에 따라 보도연맹 가입은 '공무원들의 실적주의'와 '반 강제적 가입'으로 인해 많이 생겨났음이 밝혀졌다.
국민보도연맹원 가입은 지역마다 경찰서별로 할당된 숫자를 채우기 위해 무리해 가입시킨 경우도 많았다. 하지만, 면책의 약속과 달리, 일단 국민보도연맹에 가입한 사람들은 시시때때로 소집되어 기합이나 체벌을 받아가며 반공교육을 받아야 했다. 교육에 불참하거나 달아나면 주변 사람들이 피해를 입기 때문에 꼼짝없이 당해야 했다.
보도연맹에는 남로당원이었다 전향한 사람들이 의무적으로 가입하게 되어 있었으며, 활동 강령은 대한민국 정부 절대 지지, 조선민주주의인민공화국 정권 절대 반대, 공산주의 사상을 배격 등이었다. 연맹원들은 지하의 좌익분자 색출과 자수 권유, 반공대회와 문화예술행사 개최를 통한 사상 운동 등 실천적인 활동을 전개했다. 보도연맹은 반정부 극좌 세력을 억제하여, 이승만 정권의 안정화에 기여했다.

## 학살 배경
1950년 6.25 전쟁이 발발하자 국군 및 경찰이 보도연맹원들의 인민군 가담이나, 기타 부역행위를 우려하여 전국에서 이들을 조직적으로 학살하는, 보도연맹 사건이 발생했다.
한국 전쟁 때 학살된 보도연맹원의 숫자는 정확히 알 수 없으나 경찰청 과거사 위원회는 경찰 전산자료를 검토한 결과, 한국전쟁 당시 최소 민간인 1만7천716명이 학살됐으며, 이 중 3천593명 이상이 보도연맹원이었다고 발표했다.
당시 일부 극우단체는 유사시 보도연맹 내의 위장 전향 내지 비전향 극좌세력들이 보도연맹 조직을 이용해 부역 행위를 할 수 있다고 우려했다. 한국 전쟁 발발 후 보도연맹원들을 대량학살한 이유는 이런 우려 때문이었다. 보도연맹의 대표적인 전향인사로는, 1949년 체포된 후 전향하고, 보도연맹 명예간사장이 되어 반공활동을 하다, 1950년 북한 보위부에 의해 총살된 정백을 들을 수 있다. 그러나, 당시 보도연맹에 가입된 사람들 중 실제 공산주의자가 아니라 관리들의 실적을 위해 문서에 기록된 사람들도 많이 있었다.
학살은 주로 국군(육, 해, 공, 해병대)과 서북청년회(단) 등의 극우 폭력단체의 의해 자행되었다.
전후 피해자 유가족을 중심으로 진상 조사 요구가 받아들여져 1960년대 국회의 '양민학살사건 조사 특별위원회'가 구성되어 한정적이나마 조사가 이루어졌지만 근거 자료 등의 부족으로 자세한 경위 파악이 어려웠다.
현재 보도연맹원 처형자들에 관해 미약하나마 발굴조사를 진행 중이다.

## 같이 보기
- 보도연맹 사건
- 6.25 전쟁

## 참고자료
- 김현기 (2006년 12월 1일). “국민보도연맹”. 국가기록포털. 2007년 9월 28일에 원본 문서에서 보존된 문서. 2008년 4월 18일에 확인함.

- “다큐멘터리 영화 레드툼_Red Tomb (빨갱이 무덤)”. 2013. 2016년 1월 15일에 확인함.